# 灰麝鼩
灰麝鼩（学名：Crocidura attenuata），又名灰鼩鼱，为鼩鼱科麝鼩属的动物。分布于台湾岛以及中国大陆的江西、西藏、陕西、贵州、安徽、云南、甘肃、湖南、海南、四川、江苏、广东、广西、福建、浙江、湖北等地，一般栖息于热带和亚热带田野。该物种的模式产地在四川宝兴。

## 亚种
- 灰麝鼩指名亚种（学名：Crocidura attenuata attenuata），Milne-Edwards于1872年命名。在中国大陆，分布于江西、西藏、陕西、贵州、安徽、甘肃、湖南、海南、四川、江苏、广东、广西、福建、浙江、湖北等地。该物种的模式产地在四川宝兴。[3]
- 灰麝鼩阿萨姆亚种（学名：Crocidura attenuata rubricosa），Anderson于1877年命名。在中国大陆，分布于云南（贡山）等地。该物种的模式产地在印度阿萨姆。[4]
- 灰麝鼩台湾亚种（学名：Crocidura attenuata tanakae），Kuroda于1938年命名。分布于台湾岛等地。该物种的模式产地在台湾中部。[5]